# John Q. Underhill

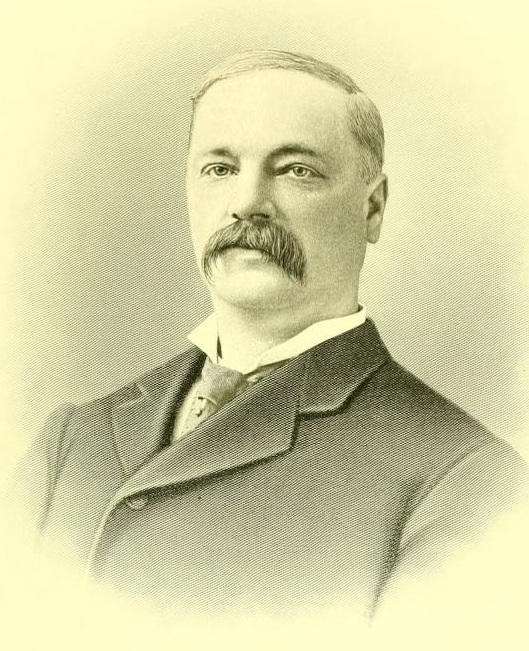
John Quincy Underhill

John Quincy Underhill (* 19. Februar 1848 in New Rochelle, New York; † 21. Mai 1907 ebenda) war ein US-amerikanischer Politiker. Zwischen 1899 und 1901 vertrat er den Bundesstaat New York im US-Repräsentantenhaus.

## Werdegang
John Quincy Underhill wurde ungefähr zwei Wochen nach dem Ende des Mexikanisch-Amerikanischen Krieges in New Rochelle im Westchester County geboren und wuchs dort auf. Er besuchte Privat- und öffentliche Schulen sowie das College of the City of New York. Danach ging er Versicherungsgeschäften nach. 1877 war er Village Trustee von New Rochelle.  Man wählte ihn 1878 zum Präsidenten der Village und wurde 1880 wiedergewählt. Er diente als Town Auditor. Dann saß er mehrere Jahre lang im Bildungsausschuss. Er arbeitete 19 Jahre lang für die Westchester Fire Insurance Co., wo er Präsident und Schatzmeister (treasurer) war. Politisch gehörte er der Demokratischen Partei an. Bei den Kongresswahlen des Jahres 1898 für den 56. Kongress wurde Underhill im 16. Wahlbezirk von New York in das US-Repräsentantenhaus in Washington, D.C. gewählt, wo er am 4. März 1899 die Nachfolge von William L. Ward antrat. Da er auf eine erneute Kandidatur im Jahr 1900 verzichtete, schied er nach dem 3. März 1901 aus dem Kongress aus. Danach ging er in den Ruhestand. Am 21. Mai 1907 verstarb er in New Rochelle und wurde dann auf dem Beechwoods Cemetery beigesetzt.